# Vaskos particsiga
A vaskos particsiga (Littorina saxatilis) a csigák (Gastropoda) osztályának Sorbeoconcha rendjébe, ezen belül a Littorinidae családjába tartozó faj.

## Előfordulása
Az Atlanti-óceán mindkét oldalán, a La Manche csatornában, az Északi- és a Balti-tengerben egyaránt megtaláljuk a vaskos particsigát. Az Atlanti-óceánt és a Földközi-tengert összekötő Gibraltári-szorosban is fellelhető.
A San Francisco-öbölbe betelepítették.

## Megjelenése

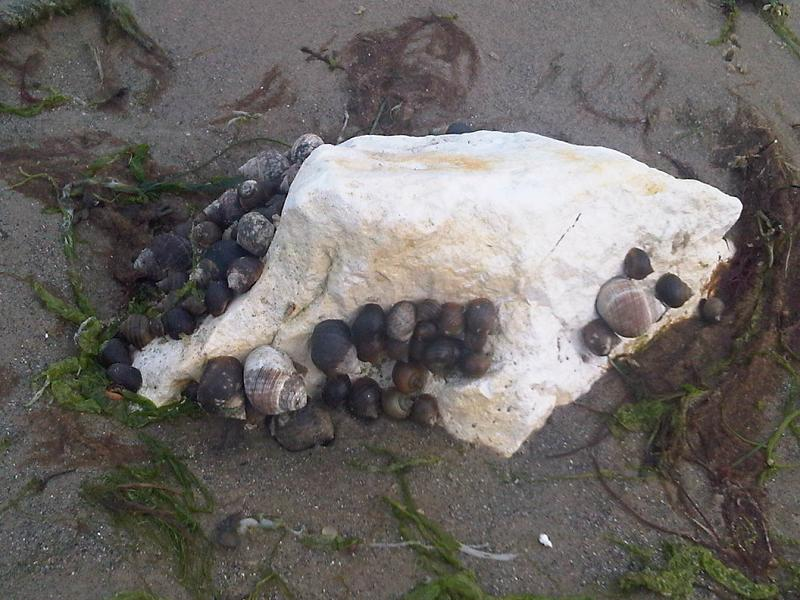
Vaskos particsigák az angliai Wight-sziget tengerpartján

A vaskos particsiga kisebb, mintegy 1 centiméter magasságú csiga, rövid kúpos, hegyes csúcsú házának utolsó kanyarulata igen nagy méretű. A mély varratokkal elkülönülő kanyarulatok száma többnyire 6-9, valamennyi bordázott és barázdált (finom csavarvonalak), ezért a ház felülete érdesnek tetszik. A szájadék szegélye felül csaknem derékszögben eláll. A ház színe igen változó, többnyire sárgásszürke, sötétbarna, sötétebb szalagokkal; csúcsa néha zöld színű is lehet. A kerek szájadék megvastagodott.

## Életmódja
A vaskos particsiga köveken, repedésekben és sziklahasadékokban, az árapályzóna határán és a parti hullámverésnek kitett övezetben fordul elő. A vaskos particsiga moszatokkal és más növényekkel táplálkozik. Legelészőútja során eltávolodik tartózkodási helyétől, de mindig visszatér oda. Feltételezik, hogy mint minden particsiga, a fény alapján tájékozódik, mivel a mászás nyomai a nap irányába, majd újra vissza, a kiindulási helyre vezetnek.

## Szaporodása
A vaskos particsiga elevenszülő, a peték az anyaállat testében maradnak egészen a mozgásképtelen fiatal állatok kikeléséig, melyek csak azután kerülnek ki a vízbe. Ennél a fajnál a köpenyüreg tüdővé alakult, boltozatának vérerekkel dúsan ellátott részével a csiga a levegőből képes felvenni az oxigént.